# Koukounaries (Skiathos)
Das Dorf Koukounaries (griechisch Κουκουναριές (f. pl.)) liegt auf der Sporadeninsel Skiathos. Das Dorf ist bekannt durch seinen gleichnamigen Strand.

## Geographie
Koukounaries liegt am südwestlichen Ende von Skiathos und öffnet sich nach Süden in eine Bucht, die teilweise verlandet ist. In dieser Umgebung befindet sich die Lagune Strofylia (λιμνοθάλασσα Στροφυλιά, dt. Trester), nach welcher der Ort früher benannt wurde. Die Lagune steht unter Naturschutz. Die Volkszählung von 2011 kam auf 119 Einwohner zusammen mit dem Wohnplatz Maratha (Μάραθα). Nach Westen grenzen die Dörfer Troullos (Τρούλλος) und Zorbades (Ζορμπάδες) an. Der größte Teil des Gebiets ist bewaldet und der „Hausberg“ ist der Trachalomandra (Τραχαλόμαντρα).

## Sehenswürdigkeiten
Koukounaries ist bekannt für seine Strände, vor allem für den gleichnamigen Strand, der auch als Chrysi Ammos (Χρυσή Άμμος, dt. Goldener Sand) bezeichnet wird. Er wird als einer der schönsten Strände Europas angesehen. Es gibt eine ganze Anzahl an Hotels, Restaurants und Imbissständen. Entlang der Westküste ziehen sich weitere Strände nach Norden: Banana (Μπανάνα), Ormos Elias (όρμος Ελιάς - Bucht des Olivenbaums), der Hafen von Xerxi (λιμάνι του Ξέρξη), sowie Agia Eleni (Αγία Ελένη).
Freizeitmöglichkeiten

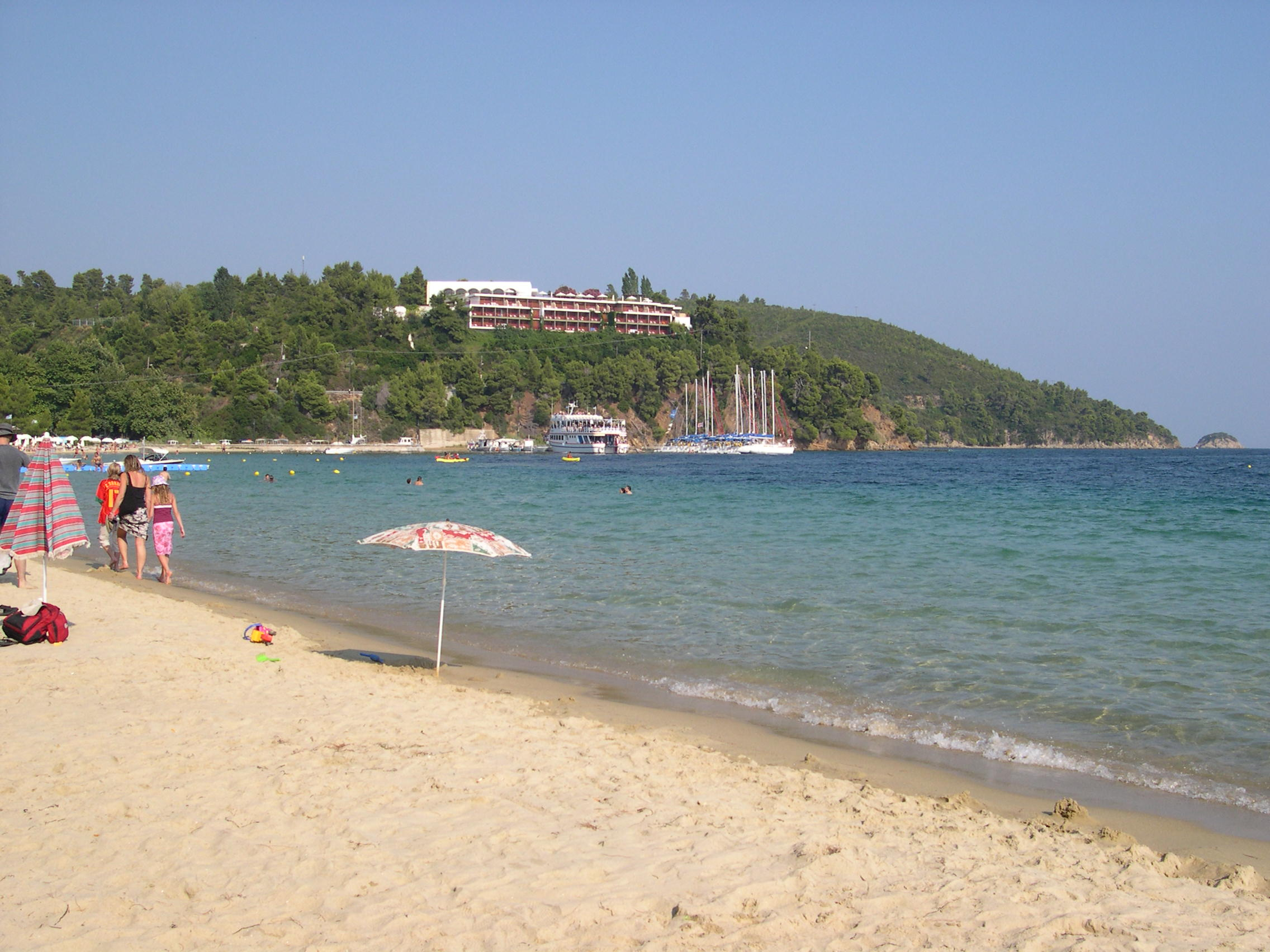

Der beliebte Strand zieht jährlich tausende Touristen an. Es gibt Möglichkeiten zum Wasserski-fahren, Boot fahren und Tauchen.

## Geschichte
In der Zeit nach dem Zweiten Weltkrieg gehörte der Ort dem Nikolaos Armamentos (Νικόλαος Αρμαμέντος), der das Xenia-Hotel errichten ließ, jedoch bald darauf zwangsenteignet wurde. Das Hotel steht bis heute leer.